# Qualificazioni alla Coppa dei Caraibi 2012
Sono elencate di seguito le date e i risultati per le qualificazioni alla Coppa dei Caraibi 2012.

## Formula
25 membri CFU: Antigua e Barbuda (come paese ospitante) e Giamaica (come campione in carica) sono qualificati direttamente alla fase finale. Rimangono 23 squadre per 6 posti disponibili per la fase finale. Cuba, Grenada e Guadalupa accedono direttamente alla seconda fase. Le qualificazioni si dividono in due fasi:
- Prima fase - 20 squadre, divisi in 5 gruppi da quattro squadre, giocano partite di sola andata, le prime classificate di tutti i gruppi e le quattro migliori seconde accedono alla seconda fase.
- Seconda fase - 12 squadre, divisi in 3 gruppi, giocano partite di sola andata, le prime e le seconde classificate si qualificano alla fase finale.

## Prima fase

### Gruppo 1
| Arbitro: | Taylor |

|                   |           |                         |
| Russel 78’ (rig.) | Marcatori | 68’ Marrero 90+5’ Ramos |

| Arbitro: | Morrison |

|                                                                 |           |  |
| Peguero 4’, 40’, 45+1’ Monuma 22’, 43’ Lafrance 70’ Maurice 90’ | Marcatori |  |

| Arbitro: | Royal |

|                                                                                |           |  |
| Ramos 15’, 44’, 47’, 82’ Delgado 29’ Arrieta 45’ Marrero 69’, 83’ Oikkonen 76’ | Marcatori |  |

| Arbitro: | Skeete |

|                                    |           |            |
| Saurel 30’ Maurice 39’ Peguero 41’ | Marcatori | 9’ Russell |

| Arbitro: | Royal |

|  |           |                                                                         |
|  | Marcatori | 18’, 31’, 49’, 76’ Burgess 52’ Russell 61’ Manders 80’ Coke 87’ Simmons |

| Arbitro: | Morrison |

|                         |           |             |
| Peguero 65’ Maurice 67’ | Marcatori | 72’ Delgado |

| Pos | Squadra      | P.ti | G | V | N | P | GF | GS | DR  |
| --- | ------------ | ---- | - | - | - | - | -- | -- | --- |
| 1   | Haiti        | 9    | 3 | 3 | 0 | 0 | 12 | 2  | +10 |
| 2   | Porto Rico   | 6    | 3 | 2 | 0 | 1 | 12 | 3  | +9  |
| 3   | Bermuda      | 3    | 3 | 1 | 0 | 2 | 10 | 5  | +5  |
| 4   | Saint-Martin | 0    | 3 | 0 | 0 | 3 | 0  | 24 | –24 |

Haiti e Porto Rico qualificati alla seconda fase.

### Gruppo 2
| Arbitro: | Pinas |

|                       |           |                        |
| Richardson 45’ (rig.) | Marcatori | 30’ Samuel 78’ Stewart |

| Arbitro: | Willett |

|                                                                 |           |            |
| Paul 14’ Valcin 44’ Charles 51’ Charlemagne 87’ Frederick 90+2’ | Marcatori | 48’ Isenia |

| Arbitro: | Bogle |

|                   |           |                                |
| Nelson 53’ (aut.) | Marcatori | 1’ Mills 42’ (rig.) Richardson |

| Arbitro: | Vazquez |

|  |           |          |
|  | Marcatori | 68’ Paul |

| Arbitro: | Vazquez |

|  |           |                                       |
|  | Marcatori | 8’, 76’ Stewart 58’ Hamlet 78’ Samuel |

| Arbitro: | Willett |

|                               |           |  |
| Mills 14’, 34’ Richardson 37’ | Marcatori |  |

| Pos | Squadra                   | P.ti | G | V | N | P | GF | GS | DR |
| --- | ------------------------- | ---- | - | - | - | - | -- | -- | -- |
| 1   | Saint Vincent e Grenadine | 6    | 3 | 2 | 0 | 1 | 6  | 2  | +4 |
| 2   | Guyana                    | 6    | 3 | 2 | 0 | 1 | 6  | 3  | +3 |
| 3   | Saint Lucia               | 6    | 3 | 2 | 0 | 1 | 6  | 4  | +2 |
| 4   | Curaçao                   | 0    | 3 | 0 | 0 | 3 | 2  | 11 | -9 |

Saint Vincent e Grenadine e Guyana qualificati alla seconda fase.

### Gruppo 3
| Arbitro: | Angela |

|           |           |                                                                   |
| Allen 48’ | Marcatori | 3’, 11’ Waal 16’ Sordam 39’ Vallei 45’ Drenthe 85’, 90+2’ Rijssel |

| Arbitro: | Santos |

| |           |  |
| Delem 6’, 68’ Gustan 12’ Parsemain 32’, 63’, 67’, 70’, 81’, 86’ Mainge 37’ Dondon 41’ (rig.) Abaul 46’, 54’ Berdix 80’ (rig.) Balmy 82’ Sidney 87’ | Marcatori |  |

| Arbitro: | Anderson |

|  |           |                                          |
|  | Marcatori | 34’, 42’ Rijssel 36’ Drenthe 81’ Loswijk |

| Arbitro: | Da Costa |

|                                       |           |  |
| Parsemain 5’, 20’, 59’, 61’ Gustan 9’ | Marcatori |  |

| Arbitro: | Anderson |

|  |           |                                                                              |
|  | Marcatori | 35’, 45+1’ Campbell 45+3’ Roach 53’ Woods-Garness 71’, 81’ Remy 88’ Sargeant |

| Arbitro: | Angela |

|                         |           |                                 |
| Parsemain 3’ Mainge 22’ | Marcatori | 25’ (rig.) Aloema 90+2’ Loswijk |

| Pos | Squadra                   | P.ti | G | V | N | P | GF | GS | DR  |
| --- | ------------------------- | ---- | - | - | - | - | -- | -- | --- |
| 1   | Martinica                 | 7    | 3 | 2 | 1 | 0 | 23 | 2  | +21 |
| 2   | Suriname                  | 7    | 3 | 2 | 1 | 0 | 13 | 3  | +11 |
| 3   | Montserrat                | 3    | 3 | 1 | 0 | 2 | 8  | 12 | -4  |
| 4   | Isole Vergini Britanniche | 0    | 3 | 0 | 0 | 3 | 0  | 27 | –27 |

Martinica e Suriname qualificati alla seconda fase.

### Gruppo 4
| Arbitro: | Lancaster |

|                       |           |                |
| Baten 6’ Barradas 30’ | Marcatori | 13’, 76’ Ozuna |

| Arbitro: | Brizan |

|            |           |  |
| Miller 35’ | Marcatori |  |

| Arbitro: | Clarke |

|                                 |           |                      |
| Bernard 36’ Benjamin 45+1’, 77’ | Marcatori | 40’ Bergen 55’ Gomez |

| Arbitro: | Elskamp |

|  |           |           |
|  | Marcatori | 84’ Núñez |

| Arbitro: | Brizan |

|                 |           |              |
| Faña 66’, 90+3’ | Marcatori | 40’ Langlais |

| Arbitro: | Lancaster |

|                      |           |            |
| Skeete 21’ Harte 56’ | Marcatori | 32’ Bergen |

| Pos | Squadra         | P.ti | G | V | N | P | GF | GS | DR |
| --- | --------------- | ---- | - | - | - | - | -- | -- | -- |
| 1   | Rep. Dominicana | 7    | 3 | 2 | 1 | 0 | 5  | 3  | +2 |
| 2   | Barbados        | 6    | 3 | 2 | 0 | 1 | 3  | 2  | +1 |
| 3   | Dominica        | 3    | 3 | 1 | 0 | 2 | 4  | 5  | -1 |
| 4   | Aruba           | 1    | 3 | 0 | 1 | 2 | 5  | 7  | -2 |

Rep. Dominicana qualificato alla seconda fase.

### Gruppo 5
| Arbitro: | Brea |

|                 |           |                                         |
| Darcheville 16’ | Marcatori | 26’ Hector 35’ Gay 72’ Daniel 87’ Plaza |

| Arbitro: | Johnson |

|                        |           |  |
| Sawyers 15’ Harris 20’ | Marcatori |  |

| Arbitro: | Hidalgo |

|            |           |                                |
| Rogers 59’ | Marcatori | 3’, 45+1’, 50’ Pigrée 74’ Baal |

| Arbitro: | Rubalcaba |

|  |           |            |
|  | Marcatori | 50’ Carter |

| Arbitro: | Brea |

|                               |           |  |
| Pigrée 7’, 72’ Darcheville 8’ | Marcatori |  |

| Arbitro: | Johnson |

|                                                                        |           |  |
| Gay 7’, 21’, 32’, 38’ Daniel 11’, 35’, 40’ Plaza 53’, 63’ Teesdale 70’ | Marcatori |  |

| Pos | Squadra             | P.ti | G | V | N | P | GF | GS | DR  |
| --- | ------------------- | ---- | - | - | - | - | -- | -- | --- |
| 1   | Trinidad e Tobago   | 9    | 3 | 3 | 0 | 0 | 15 | 1  | +14 |
| 2   | Guyana francese     | 6    | 3 | 2 | 0 | 1 | 8  | 5  | +3  |
| 3   | Saint Kitts e Nevis | 3    | 3 | 1 | 0 | 2 | 2  | 4  | -2  |
| 4   | Anguilla            | 0    | 3 | 0 | 0 | 3 | 1  | 16 | -15 |

Trinidad e Tobago e Guyana francese qualificati alla seconda fase.

### Raffronto tra le seconde classificate dei gruppi
| Pos | Gruppo | Squadra         | P.ti | G | V | N | P | GF | GS | DR  |
| --- | ------ | --------------- | ---- | - | - | - | - | -- | -- | --- |
| 1   | 3      | Suriname        | 7    | 3 | 2 | 1 | 0 | 13 | 3  | +11 |
| 2   | 1      | Porto Rico      | 6    | 3 | 2 | 0 | 1 | 12 | 3  | +9  |
| 3   | 5      | Guyana francese | 6    | 3 | 2 | 0 | 1 | 8  | 5  | +3  |
| 4   | 2      | Guyana          | 6    | 3 | 2 | 0 | 1 | 6  | 3  | +3  |
| 5   | 4      | Barbados        | 6    | 3 | 2 | 0 | 1 | 3  | 2  | +1  |

## Seconda fase

### Gruppo 1
| Arbitro: | Skeete |

|            |           |  |
| Saurel 58’ | Marcatori |  |

| Arbitro: | Santillan |

|              |           |              |
| Rocastle 33’ | Marcatori | 90+2’ Pigrée |

| Arbitro: | Nuñez |

|            |           |  |
| Pigrée 52’ | Marcatori |  |

| Arbitro: | Brizan |

|            |           |                     |
| Wilson 48’ | Marcatori | 46’ Bain 81’ Murray |

| Arbitro: | Nuñez |

|                                             |           |                                 |
| Mills 12’ Moore 47’ Beveney 56’, 88’ (rig.) | Marcatori | 34’ Ridel 64’ Habran 90’ Edwige |

| Arbitro: | Brizan |

|  |           |                                |
|  | Marcatori | 36’ Alcenat 58’ (aut.) Straker |

| Pos | Squadra         | P.ti | G | V | N | P | GF | GS | DR |
| --- | --------------- | ---- | - | - | - | - | -- | -- | -- |
| 1   | Haiti           | 6    | 3 | 2 | 0 | 1 | 3  | 1  | +2 |
| 2   | Guyana francese | 4    | 3 | 1 | 1 | 1 | 5  | 5  | 0  |
| 3   | Grenada         | 4    | 3 | 1 | 1 | 1 | 3  | 4  | -1 |
| 4   | Guyana          | 3    | 3 | 1 | 0 | 2 | 5  | 6  | -1 |

Haiti e Guyana francese qualificati alla fase finale.

### Gruppo 2
| Arbitro: | Baptiste |

|                       |           |           |
| Sabin 38’ (rig.), 43’ | Marcatori | 55’ Ramos |

| Arbitro: | Cambridge |

|  |           |                   |
|  | Marcatori | 45+1’, 90+3’ Faña |

| Arbitro: | Leslie |

|           |           |                                    |
| Ramos 83’ | Marcatori | 8’ Loval 10’, 25’ Mocka 72’ Pascal |

| Arbitro: | Delves |

|             |           |           |
| Peralta 45’ | Marcatori | 67’ Zaïre |

| Arbitro: | Leslie |

|                             |           |                             |
| Germany 17’ Gustan 24’, 63’ | Marcatori | 12’, 33’ Clavier 74’ Pascal |

| Arbitro: | Cambridge |

|           |           |                         |
| Vélez 80’ | Marcatori | 19’, 70’ Faña 86’ Ulloa |

| Pos | Squadra         | P.ti | G | V | N | P | GF | GS | DR |
| --- | --------------- | ---- | - | - | - | - | -- | -- | -- |
| 1   | Rep. Dominicana | 7    | 3 | 2 | 1 | 0 | 6  | 2  | +4 |
| 2   | Martinica       | 5    | 3 | 1 | 2 | 0 | 6  | 5  | +1 |
| 3   | Guadalupa       | 4    | 3 | 1 | 1 | 1 | 7  | 6  | +1 |
| 4   | Porto Rico      | 0    | 3 | 0 | 0 | 3 | 3  | 9  | -6 |

Rep. Dominicana e Martinica qualificati alla fase finale.

### Gruppo 3
| Arbitro: | Bedeau |

|  |           |                                          |
|  | Marcatori | 6’, 36’, 62’, 89’ Hernández 46’ Martínez |

| Arbitro: | Campbell |

|            |           |             |
| Samuel 24’ | Marcatori | 4’ Jorsling |

| Arbitro: | Taylor |

|             |           |            |
| Linares 48’ | Marcatori | 8’ Stewart |

| Arbitro: | Georges |

|                             |           |  |
| Power 35’ Roy 49’ David 88’ | Marcatori |  |

| Arbitro: | Georges |

|                   |           |  |
| Aloema 35’ (rig.) | Marcatori |  |

| Arbitro: | Campbell |

|            |           |  |
| Guerra 66’ | Marcatori |  |

| Pos | Squadra                   | P.ti | G | V | N | P | GF | GS | DR |
| --- | ------------------------- | ---- | - | - | - | - | -- | -- | -- |
| 1   | Trinidad e Tobago         | 7    | 3 | 2 | 1 | 0 | 5  | 1  | +4 |
| 2   | Cuba                      | 4    | 3 | 1 | 1 | 1 | 6  | 2  | +4 |
| 3   | Suriname                  | 3    | 3 | 1 | 0 | 2 | 1  | 8  | -7 |
| 4   | Saint Vincent e Grenadine | 2    | 3 | 0 | 2 | 1 | 2  | 3  | -1 |

Trinidad e Tobago e Cuba qualificati alla fase finale.